# Olympische Jugend-Sommerspiele 2018/Teilnehmer (Burkina Faso)
| Gelbes Symbol für Goldmedaillen mit stilisierten Olympischen Ringen | Graues Symbol für Silbermedaillen mit stilisierten Olympischen Ringen | Braundes Symbol für Bronzemedaillen mit stilisierten Olympischen Ringen |
| ------------------------------------------------------------------- | --------------------------------------------------------------------- | ----------------------------------------------------------------------- |
| —                                                                   | —                                                                     | —                                                                       |

Die Jugend-Olympiamannschaft aus Burkina Faso für die III. Olympischen Jugend-Sommerspiele vom 6. bis 18. Oktober 2018 in Buenos Aires (Argentinien) bestand aus vier Athleten.

## Athleten nach Sportarten

### Leichtathletik
| Mädchen - Aminata Kaboré 400 m Hürden: 18. Platz | Jungen - Eloi Kiendrebeogo 400 m Hürden: DNF |

### Schwimmen
| Mädchen - Gniene Faouzia Sessouma 50 m Freistil: 53. Platz 50 m Brust: 41. Platz | Jungen - Omar Barry 50 m Freistil: 51. Platz 50 m Brust: 33. Platz |